# Domus de Janas

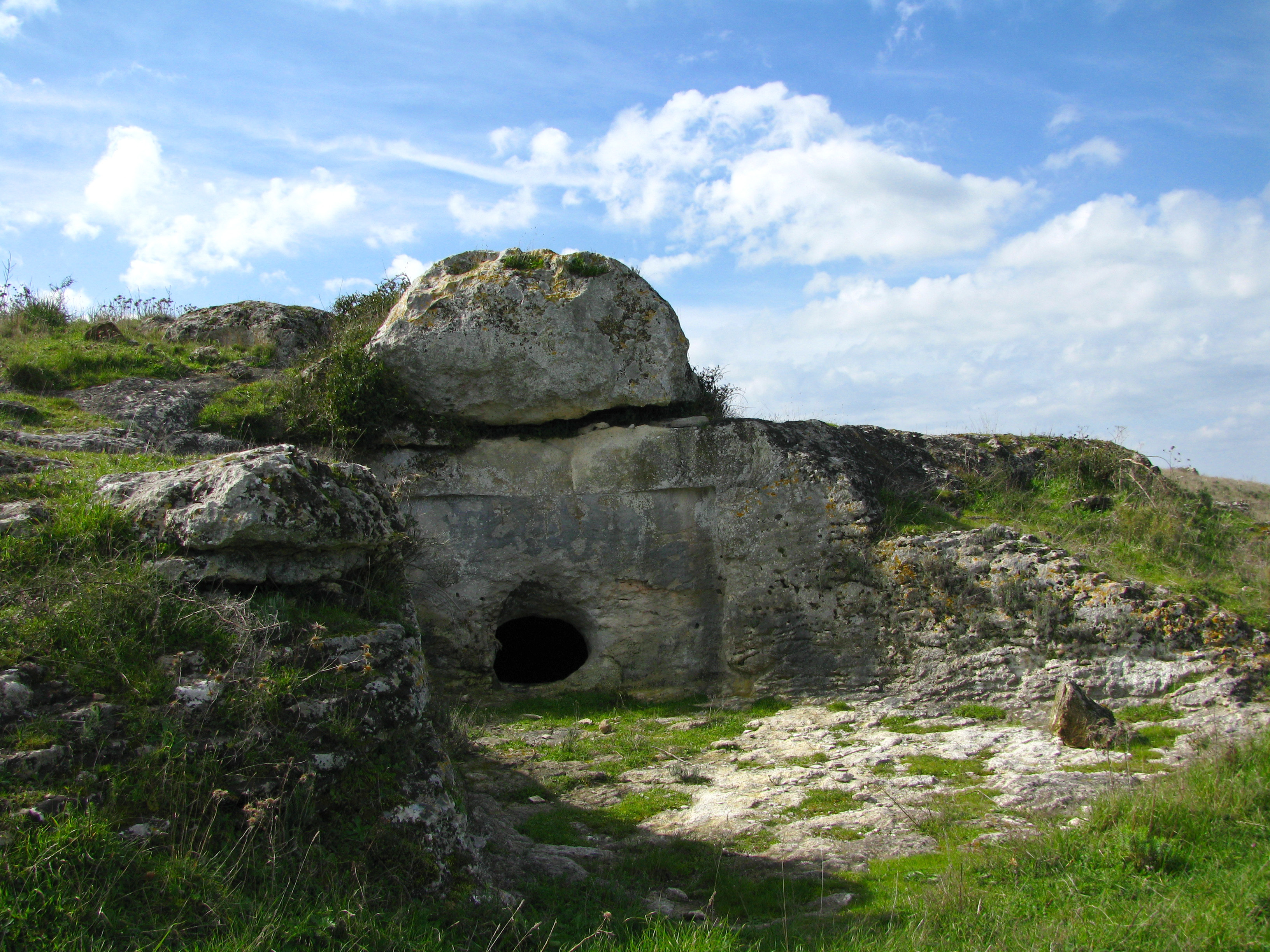
Domus de Janas de Sa Figu, Ittiri

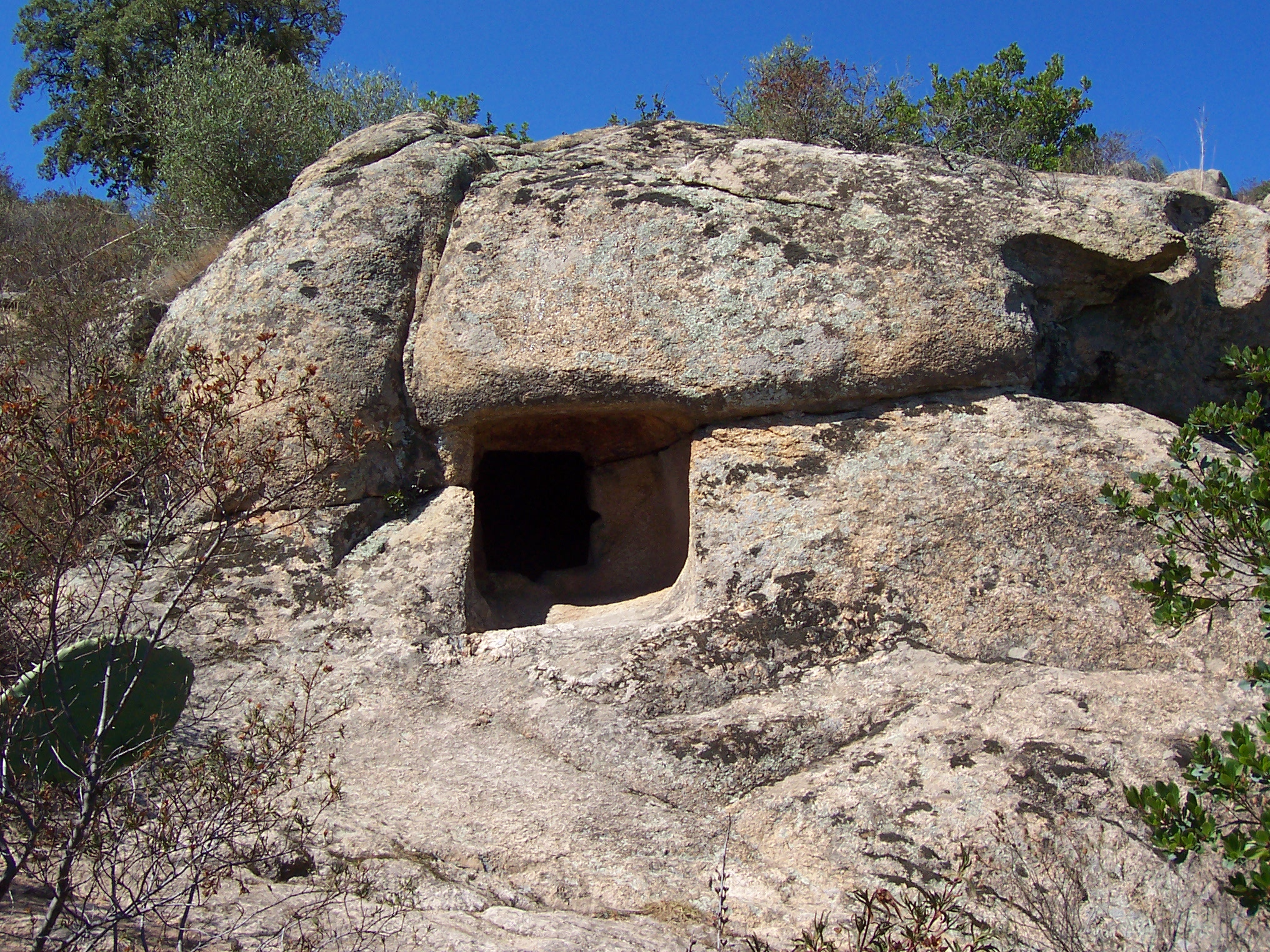
Domus de Janas de Lotzorai.

Las domus de janas son estructuras sepulcrales constituidas por tumbas excavadas en la roca de formas variadas. Son típicas del área del Mediterráneo y en particular de la isla italiana de Cerdeña. El término significa ‘casa de las hadas’ o ‘casa de las brujas’, aunque según algunos estudiosos hace referencia a Diana. En sardo también se denominan forrus o forreddus. A menudo se encuentran adosadas entre sí formando auténticas necrópolis subterráneas, con un corredor de acceso común y una antesala, a menudo amplia y con techos altos.
Se atribuyen a la cultura Ozieri, durante el Neolítico, que en aquel momento cambió radicalmente el modo de vida de la sociedad sarda. Esta cultura era propia de una sociedad de agricultores, y cuya religión fue probablemente traída de las islas Cícladas.
Se encuentran repartidas por toda la región de Cerdeña, donde se documentan más de 2400, aunque muchas de ellas todavía no se han desenterrado. Las evidencias indican que fueron construidas entre el IV y el III milenio a. C. En el municipio de Sedini se encuentra la mayor «domus de janas» de Cerdeña, cuya estancia se ha convertido en un museo etnográfico.

## Arquitectura

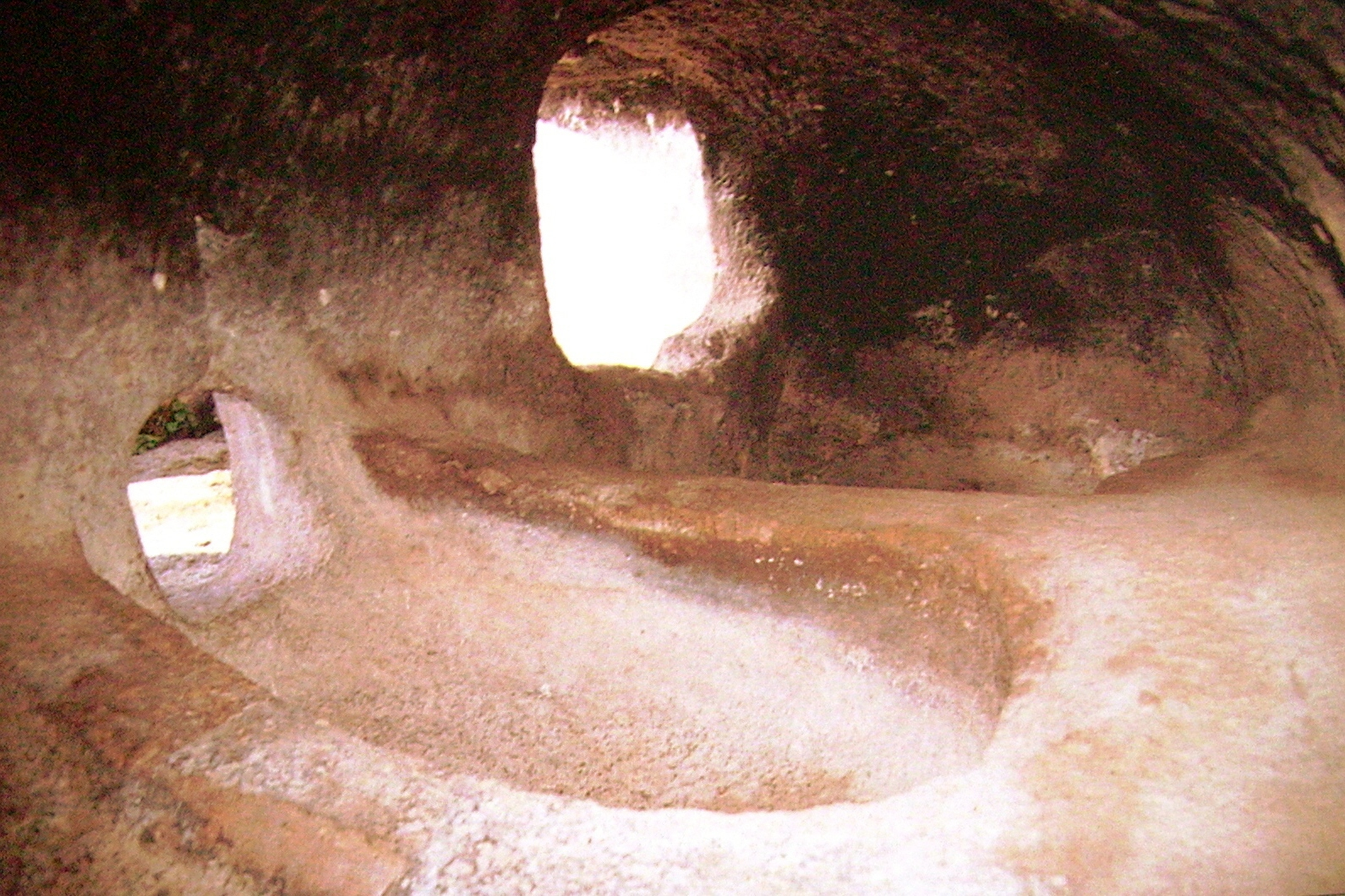
Interior de la domu de janas en Montessu.

Las cuevas funerarias fueron excavadas próximas entre ellas con tal de formar necrópolis, en las laderas donde afloraba roca viva. Aunque se encuentran por todo el mar Mediterráneo, las de la isla de Cerdeña destacan por su cuidada arquitectura, así como por su decoración, la cual da una idea aproximada de la vida en la isla de hace cinco mil años.
Se pueden encontrar, por ejemplo, cuevas en forma de cabaña redonda con techos cónicos, aunque inclinados, y una estancia rectangular provista de puertas y ventanas. Sobre las paredes se dibujaban a menudo símbolos mágicos en relieve, que representaban cuernos de toro estilizados, espirales, u otros diseños geométricos.

## Nota
1. ↑  «Domus de Janas, "Casas de Hadas" en Cerdeña». Italia.it. Consultado el 16 de julio de 2025.